# Xã Triumph, Quận Ramsey, Bắc Dakota
Xã Triumph (tiếng Anh: Triumph Township) là một xã thuộc quận Ramsey, tiểu bang Bắc Dakota, Hoa Kỳ. Năm 2010, dân số của xã này là 38 người.